# Szent György-fatemplom (Feketetót)
A feketetóti Szent György-fatemplom műemlékké nyilvánított épület Romániában, Bihar megyében. A romániai műemlékek jegyzékében a  BH-II-m-B-01213 sorszámon szerepel.